# Creus de Maig a Borriana
Les Creus de Maig de Borriana són una festa que té lloc anualment en aquesta ciutat castellonenca el primer cap de setmana de maig.
La festa es remunta a 1944, quan un grup de fallers locals va decidir plantar creus florals el dia tres de maig, data en què es commemorava a invenció de la creu per a Santa Helena. Així l'u de maig de 1944 s'emet una notificació oficial de l'alcaldia signada per Salvador Dosdá, president de la Comissió de Festes, que oficialitza la celebració de l'acte. El text es dirigia a les comissions falleres locals i notificava així mateix que s'atorgarien tres premis a les millors creus florals, dotats amb 125, 100 i 75 pessetes respectivament. La normativa del concurs exigia que els monuments estiguessin plantats el dia tres al matí. El jurat sortiria a les sis de la tarda a avaluar-los. Aquestes primeres creus es van situar en els emplaçaments habituals dels monuments fallers.
La festa es desenvolupa durant el primer cap de setmana de maig. Es complementa amb actes lúdics i esdeveniments culturals. Els monuments poden arribar als cinc metres d'altura i s'instal·len en la via pública. Exteriorment són de flors, principalment clavells, si bé aquestes se suporten sobre suro blanc –generalment pintat i escatat per donar-li forma- que es fixa en estructures metàl·liques. Al voltant dels monuments es troba el jardí, que habitualment inclou basses d'aigua i dolls, amb els seus elements de Lampisteria. Tot això fa que el muntatge sigui un procés complex que no s'acaba fins al divendres, per evitar que inclemències d'última hora perjudiquin el monument. La festa ha obtingut de la Generalitat Valenciana el rang de Festa d'Interès Turístic Provincial.